# 1968-as magyar férfi vízilabda-bajnokság (másodosztály)
Az 1968-as magyar férfi másodosztályú vízilabda-bajnokságban tíz csapat indult el, a csapatok két kört játszottak.

## Tabella
| #   | Csapat                   | M  | Gy | D | V  | G+  | G-  | P  | Megjegyzés     |
| --- | ------------------------ | -- | -- | - | -- | --- | --- | -- | -------------- |
| 1.  | MTK                      | 18 | 15 | 2 | 1  | 105 | 70  | 32 |                |
| 2.  | Vasas Izzó               | 18 | 13 | 3 | 2  | 102 | 62  | 29 |                |
| 3.  | MAFC                     | 18 | 11 | 2 | 5  | 115 | 80  | 24 |                |
| 4.  | Szegedi EAC              | 18 | 10 | 3 | 5  | 91  | 84  | 23 |                |
| 5.  | Hódmezővásárhelyi MEDOSZ | 18 | 9  | 0 | 9  | 106 | 104 | 18 |                |
| 6.  | Tipográfia TE            | 18 | 4  | 4 | 10 | 98  | 111 | 12 |                |
| 7.  | Bp. VTSK                 | 18 | 5  | 2 | 11 | 60  | 77  | 12 |                |
| 8.  | Tatabányai Bányász       | 18 | 3  | 5 | 10 | 78  | 96  | 11 |                |
| 9.  | Bp. Vörös Meteor         | 18 | 6  | 2 | 10 | 77  | 80  | 10 | 4 pont levonva |
| 10. | Ceglédi VSE              | 18 | 2  | 1 | 15 | 76  | 144 | 5  |                |

* M: Mérkőzés Gy: Győzelem D: Döntetlen V: Vereség G+: Dobott gól G-: Kapott gól P: Pont